# Cîșla (Telenești)
Cîșla è un comune della Moldavia situato nel distretto di Telenești di 845 abitanti al censimento del 2004.